# Jan
| Drenge- | Drenge-   | Pige- | Pige-    | Efter- | Efter-      |
| ------- | --------- | ----- | -------- | ------ | ----------- |
| 1       | Peter     | 1     | Anne     | 1      | Nielsen     |
| 2       | Michael   | 2     | Mette    | 2      | Jensen      |
| 3       | Lars      | 3     | Kirsten  | 3      | Hansen      |
| 4       | Jens      | 4     | Hanne    | 4      | Andersen    |
| 5       | Thomas    | 5     | Anna     | 5      | Pedersen    |
| 6       | Henrik    | 6     | Helle    | 6      | Christensen |
| 7       | Søren     | 7     | Maria    | 7      | Larsen      |
| 8       | Christian | 8     | Susanne  | 8      | Sørensen    |
| 9       | Martin    | 9     | Lene     | 9      | Rasmussen   |
| 10      | Jan       | 10    | Marianne | 10     | Jørgensen   |

Jan er et drengenavn, der stammer fra tysk/frisisk som kortform til Johannes. Det er i nyere tid et meget brugt navn i Danmark, og i 2010 bar 40.043 danskere navnet ifølge Danmarks Statistik.

## Kendte personer med navnet
- Jan Boye, dansk politiker, borgmester og håndbolddommer.
- Jan Piet Schønheyder van Deurs, dansk journalist.
- Jan Elhøj, dansk komiker og tv-vært.
- Jan Garbarek, norsk jazzmusiker.
- Jan Gintberg, dansk stand-up-komiker.
- Jan Guillou, svensk forfatter.
- Jan Heintze, dansk fodboldspiller.
- Jan Hertz, dansk skuespiller og instruktør.
- Jan Hus, böhmisk reformator.
- Jan Johansson, svensk jazzmusiker og -komponist.
- Jan Kjærstad, norsk forfatter.
- Jan Koller, tjekkisk fodboldspiller.
- Jan Lindhardt, dansk biskop og forfatter.
- Jan Magnussen, dansk racerkører.
- Jan Masaryk, tjekkoslovakisk statsmand.
- Jan Mølby, dansk fodboldspiller og -kommentator.
- Jan Nielsen, dansk sanger og musiker.
- Jan Bonde Nielsen, dansk forretningsmand.
- Jan Petersen, dansk politiker og faglig sekretær.
- Jan Pytlick, dansk håndboldtræner.
- Jan Stage, dansk journalist og forfatter.
- Jan Trøjborg, dansk politiker og tidligere minister.
- Jan Ullrich, tysk cykelrytter.
- Jan Vermeer, hollandsk maler.
- Jan Øberg, dansk freds- og fremtidsforsker.

- Jan-Carl Raspe
Jan-Eric Sundgren
Jan-Erik Enestam
Jan-Hendrik Salver
Jan-Olaf Immel
Jan-Ove Waldner
Jan Abrahamsz Beerstraaten
Jan Afzelius
Jan Andersson
Jan Arno Beblein
Jan Assmann
Jan B. Poulsen
Jan Baptist van Helmont
Jan Bartram
Jan Bengtson
Jan Bielecki
Jan Birkemose
Jan Björklund
Jan Björkman
Jan Blockx
Jan Bockelson van Leiden
Jan Bonde Nielsen
Jan Bondeson
Jan Boven
Jan Boye
Jan Brewer
Jan Brueghel den yngre
Jan Brueghel den ældre
Jan Brzechwa
Jan Carl Blom
Jan Carlzon
Jan Ceulemans
Jan Christopher van Deurs
Jan Cocotte-Pedersen
Jan Cordius
Jan Cortzen
Jan Damgaard Kiær
Jan Danebod
Jan Dismas Zelenka
Jan Dzierżon
Jan E. Jørgensen
Jan Eirik Jensen
Jan Eisenhardt
Jan Eivind Myhre
Jan Elhøj
Jan Eliasson
Jan Elle
Jan Fennell
Jan Ferdinandsen
Jan Filip
Jan Fog
Jan Frans Vonck
Jan Frederiksen
Jan Frodeno
Jan Garbarek
Jan Gebauer
Jan Gehl
Jan Gintberg
Jan Glæsel
Jan Grarup
Jan Gruter
Jan Guillou
Jan Gunder Knudsen
Jan Gunnar Røise
Jan Gustavsen
Jan Hald
Jan Hammer
Jan Hansen
Jan Hansen (atlet)
Jan Hartman
Jan Heintze
Jan Hendrik Hofmeyr
Jan Hendrik Oort
Jan Hendrik Scholten
Jan Hendrik Schön
Jan Henry Olsen
Jan Hernych
Jan Hertz
Jan Hoffmann
Jan Holpert
Jan Hurtigkarl
Jan Hus
Jan Ikov
Jan Ingenhoven
Jan Ingstrup-Mikkelsen
Jan Irhøj
Jan Jakob Floryan
Jan Janssen
Jan Jensen (ishockeyspiller)
Jan Jesper Tvede
Jan Jet
Jan Johansson
Jan Kaspersen
Jan Kjærgaard
Jan Kjærstad
Jan Kleyna
Jan Kofod Winther
Jan Koller
Jan Krenz-Mikołajczak
Jan Kristiansen
Jan Kromkamp
Jan Køpke Christensen
Jan Lagermand Lundme
Jan Land
Jan Larsen (atlet)
Jan Larsen (fodboldspiller, født 1945)
Jan Larsen (fodboldspiller, født 1972)
Jan Larsen (journalist)
Jan Laugesen
Jan Lauridsen
Jan Leschly
Jan Leslie
Jan Leth
Jan Lievens
Jan Lindhardt
Jan Linnebjerg
Jan Lyderik
Jan Lysdahl
Jan Mabuse
Jan Maegaard
Jan Magne Førde
Jan Magnussen
Jan Magnussen (atlet)
Jan Marek
Jan Masaryk
Jan Massys
Jan Matejko
Jan Matthijs
Jan Mayensfield
Jan Meyer
Jan Michaelsen
Jan Michaelsen (journalist)
Jan Mohr
Jan Monrad
Jan Mul
Jan Mølby
Jan Nepomuk
Jan Nielsen (håndboldspiller)
Jan Nielsen (musiker)
Jan Nieuwenhuys
Jan O. Pedersen
Jan Ohlsson
Jan Olszewski
Jan Ors
Jan P. Syse
Jan Palach
Jan Pedersen (fodboldspiller)
Jan Pedersen (jurist)
Jan Peter Balkenende
Jan Petersen
Jan Petersen (politiker fra Norge)
Jan Pieter Heije
Jan Pieterszoon Sweelinck
Jan Plovsing
Jan Polák
Jan Popiel
Jan Priiskorn Schmidt
Jan Prokopek Jensen
Jan Pytlick
Jan Raas
Jan Rose Skaksen
Jan Rudzutak
Jan Sadeler
Jan Schaffrath
Jan Schioldan
Jan Schlaudraff
Jan Schou
Jan Sederholm
Jan Sivertsen (kunstmaler)
Jan Sivertsen (musiker)
Jan Six
Jan Smith
Jan Smuts
Jan Sneum
Jan Solheim
Jan Sonnergaard
Jan Stage
Jan Steen
Jan Stig Andersen
Jan Swammerdam
Jan Szczepanik
Jan Sørensen
Jan Theuninck
Jan Thisted
Jan Tinbergen
Jan Tollius
Jan Tore Ophaug
Jan Trøjborg
Jan Turkenburg
Jan Ullrich
Jan Vennegoor of Hesselink
Jan Vertonghen
Jan Voss
Jan Wegereef
Jan Weimann
Jan Wilsgaard
Jan Zach
Jan Zangenberg
Jan Zirk
Jan de Boer
Jan de Weryha-Wysoczański
Jan te Winkel
Jan ten Brink
Jan van Bijlert
Jan van Eyck
Jan van Gilse
Jan van Goyen
Jan van Huysum
Jan van Mieris
Jan van der Weil
Jan Åge Fjørtoft
Jan Ø. Jørgensen
Jan Øberg
Jan Østergaard
Jan Železný
Jan Žižka

## Navnet anvendt i fiktion
- Jan-bøgerne er en serie på 82 drengebøger skrevet af Knud Meister og Carlo Andersen.
- Jan går til filmen er en film, der er baseret på ovennævnte drengebøger.

## Andre anvendelser
- Sankt Jan er den danske betegnelse for en af de tre øer i De dansk vestindiske øer; på engelsk kendes den under navnet Saint John.
- Jan Mayen er en norsk ø beliggende i Nordatlanten. Den er opkaldt efter den hollandske hvalfanger 
Jan Jacobsz May, der opdagede øen i 1614.